# Eunicea knighti
Eunicea knighti är en korallart som beskrevs av Bayer 1961. Eunicea knighti ingår i släktet Eunicea och familjen Plexauridae. Inga underarter finns listade i Catalogue of Life.